# 伊藤洸辉
伊藤洸辉（日语：／ Itō Hiroki，1999年10月26日—），日本男子跳水运动员，曾获得2023年世界游泳锦标赛混合双人10米跳台铜牌，他也曾参加2020年夏季奥林匹克运动会。